# Julija Wołkowa
Julija Olegowna Wołkowa (ros. Юлия Олеговна Волкова; ur. 20 lutego 1985 w Moskwie) – rosyjska piosenkarka, była wokalistka duetu t.A.T.u., w którym śpiewała do 2011 roku.

## Wykształcenie
Ukończyła m.in. Gimnazjum Muzyczne nr 62 w Moskwie, a w latach 2000–2004 była słuchaczką moskiewskiej Szkoły Wokalnej imienia Gniesinych.

## Kariera

### Działalność w zespole t.A.T.u.
Od 1994 do 1998 był członkinią dziecięcego zespołu wokalno-instrumentalnego Nieposiedy (Wiercipięty). W 1999 została wokalistką grupy t.A.T.u., z którą wydała sześć albumów studyjnych, trzy kompilacje i 22 single, których łączna światowa sprzedaż przekroczyła próg 27 milionów. Do największych hitów zespołu można zaliczyć m.in. Nas nie dogoniat, Ja soszła s uma, All the Things She Said, All About Us czy Gomenasai.
Po dziesięciu latach zawieszono działalność grupy, mimo to wokalistki co jakiś czas występowały publicznie razem. Definitywny koniec zespołu nastąpił w 2014. Wołkowa nie wyklucza nagrywania w przyszłości pod szyldem t.A.T.u. czy stworzenia tournée, ale bez dotychczasowego managementu, bo – jak określiła – t.A.T.u. to tylko ona i Lena Katina, a nie zespół producentów i menadżerów, którzy w jej opinii zniszczyli grupę, a obecnie współpracują przy solowej karierze Katiny. Wołkowa pozostaje w konflikcie z głównym producentem oraz menadżerem t.A.T.u. i Leny Katiny – Borisem Renskim. Renski w wywiadzie w lipcu 2012 oskarżył ją o winę za rozpad t.A.T.u. – wokalistka nie odniosła się do tych rewelacji. W listopadzie 2012 Katina zwolniła Renskiego z funkcji menedżera, porzucając również całą moskiewską część zespołu kierującego jej karierą. Kilka tygodni później wokalistki wspólnie wystąpiły w finale rumuńskiego The Voice – był to pierwszy koncert t.A.T.u. od ponad czterech lat.
W połowie 2011 Wołkowa wykupiła pakiet większościowych praw do władania marką t.A.T.u.. W 2014 podczas Igrzysk Olimpijskich w Soczi wraz z Leną Katiną poinformowały o powrocie t.A.T.u. Po tygodniu pojawił się jednak komunikat o rozpadzie duetu.

Julija Wołkowa – okres występowania w duecie t.A.T.u.
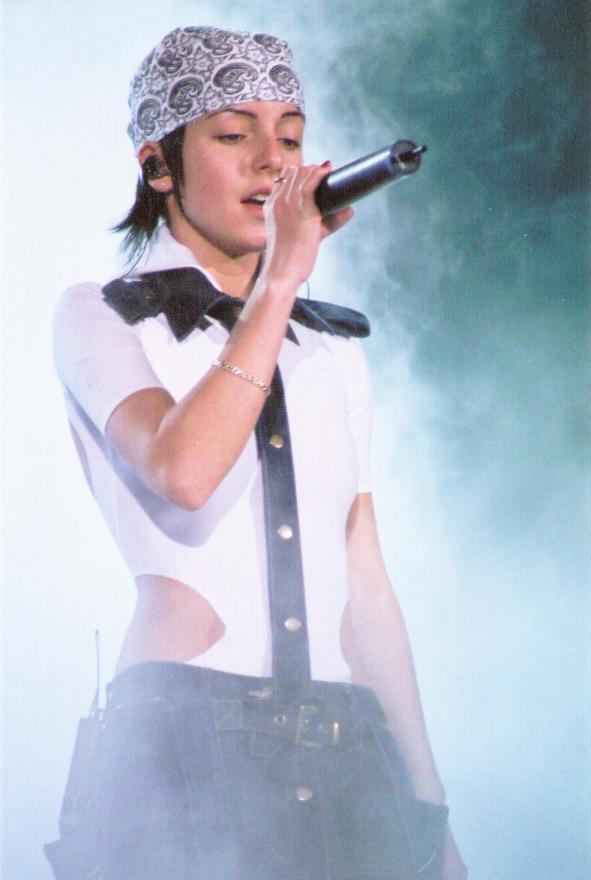
Julija Wołkowa podczas koncertu t.A.T.u. na stadionie Tokyo Dome w Japonii, 2003
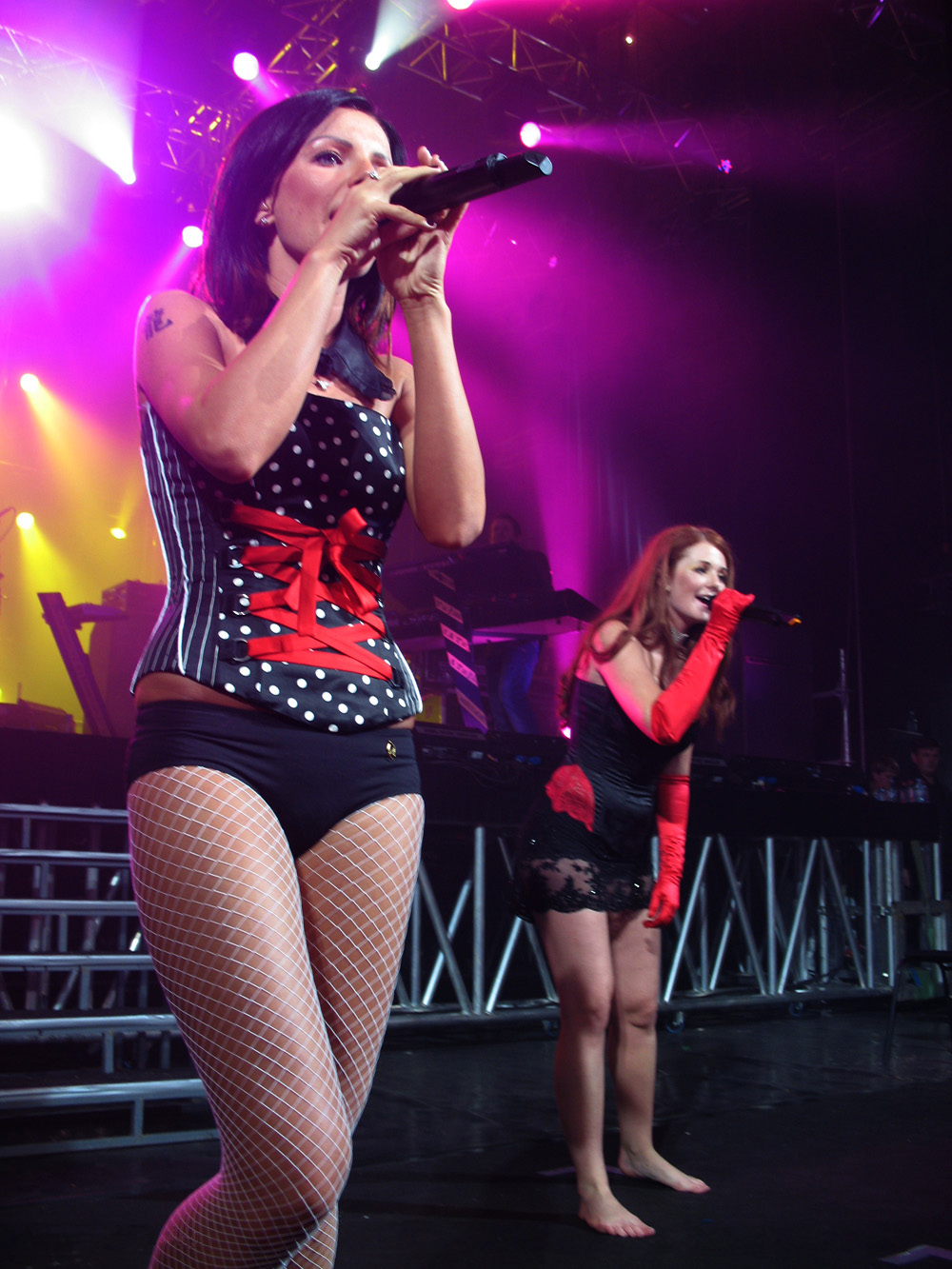
Julija Wołkowa podczas koncertu t.A.T.u. w Moskwie, 2008
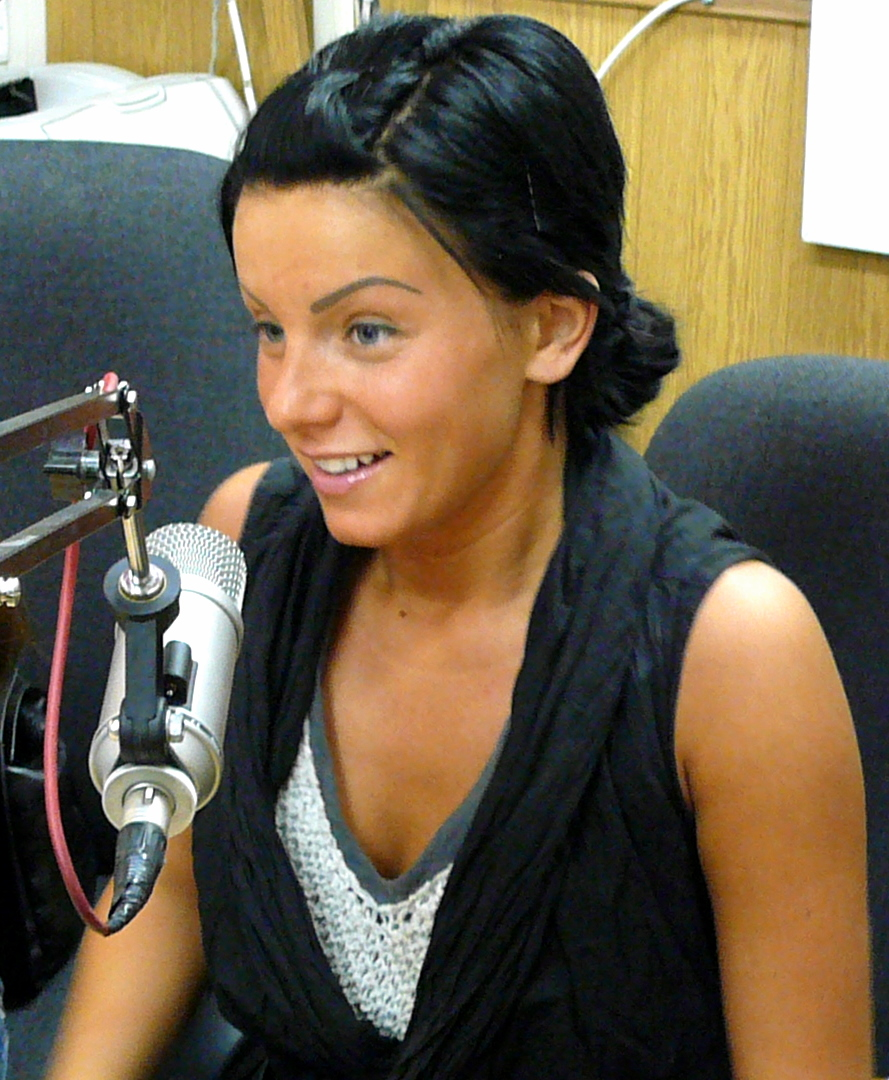
Julija Wołkowa (2008)
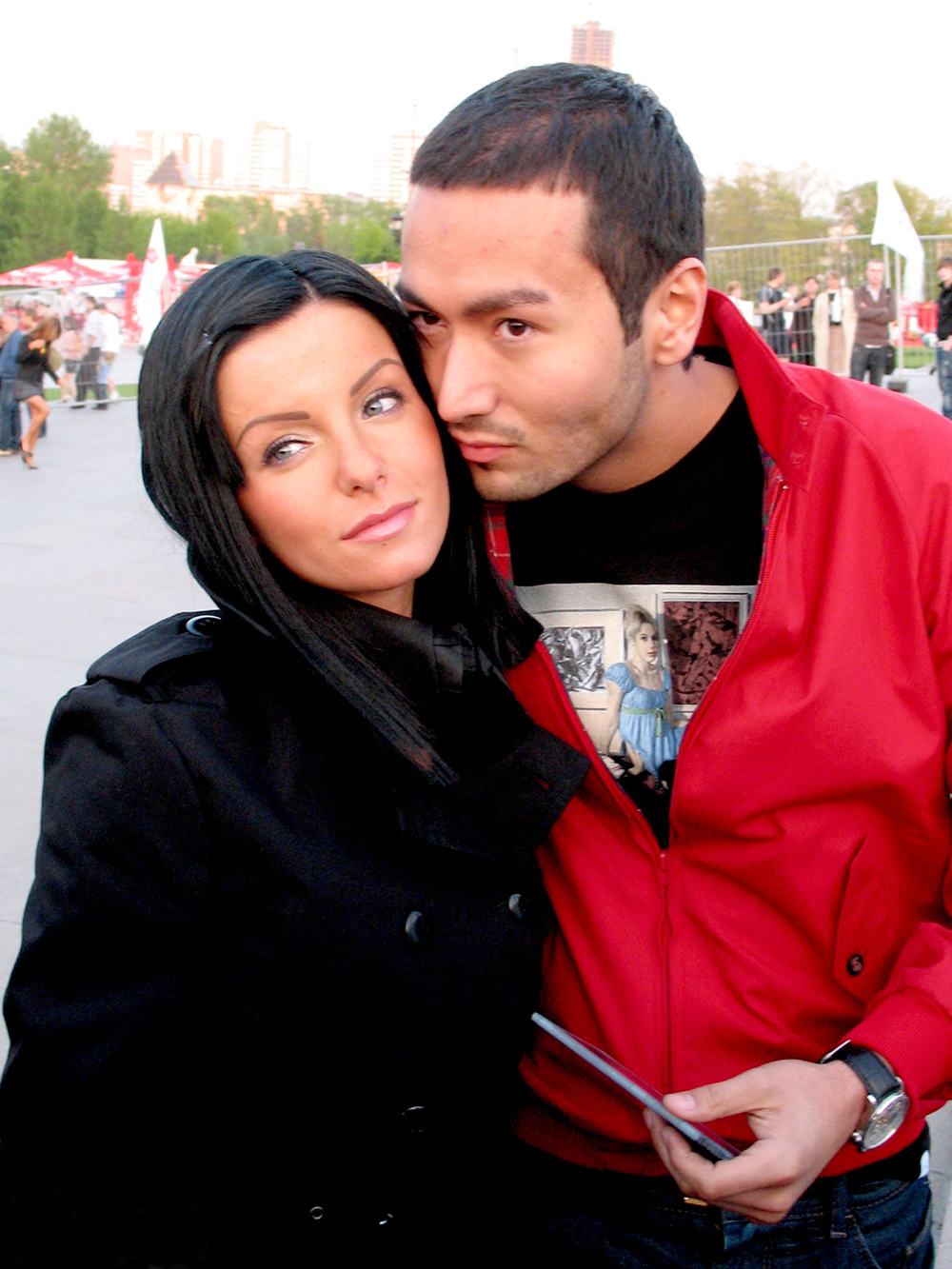
Julija Wołkowa z byłym mężem Parwizem Jasinowem (2008)

### Kariera solowa
Decyzję o rozpoczęciu kariery solowej podjęła w 2010, wtedy też nagrała pierwsze dema. Oficjalnie zainaugurowała ją w lutym 2011, na swojej imprezie urodzinowej, na którą zaprosiła przyjaciół, fanów i dziennikarzy. Podczas imprezy zorganizowano mini-konferencję prasową, pokazano film z życzeniami przygotowanymi przez fanów m.in. z Rosji, Stanów Zjednoczonych, Wielkiej Brytanii, Niemiec czy Polski oraz odbył się międzynarodowy czat z Wołkową. Dodatkowo wokalistka zaprezentowała dwie piosenki nagrane podczas jednej z pierwszych sesji – Woman All The Way Down oraz Rage. Utwory jednak nie znajdą się na albumie, bo – jak stwierdziła Wołkowa – są one surowe i zostały nagrane eksperymentalnie.
Przez kolejne miesiące nagrywała nowe utwory w Los Angeles, Moskwie oraz w Szwecji. W sierpniu 2011 na oficjalnej stronie pojawiła się informacja o podpisaniu pierwszego kontraktu płytowego na terenie Rosji. Wokalistka zawarła umowę z rosyjskim partnerem międzynarodowej wytwórni muzycznej EMI Music – Gala Records. Kilka tygodni później do rozgłośni radiowych trafił pierwszy singel „All Because of You”. Piosenka posiadała także swój rosyjskojęzyczny odpowiednik – „Sdwinu mir”. Teledysk do klipu wyszedł w grudniu 2011, jednak mimo tak późnej premiery został sklasyfikowany na 8. miejscu najpopularniejszych wideoklipów 2011 roku w MTV Rossija. Piosenka znacznie gorzej poradziła sobie w tamtejszym airplayu notując słaby wynik z najwyższą #204 pozycją.

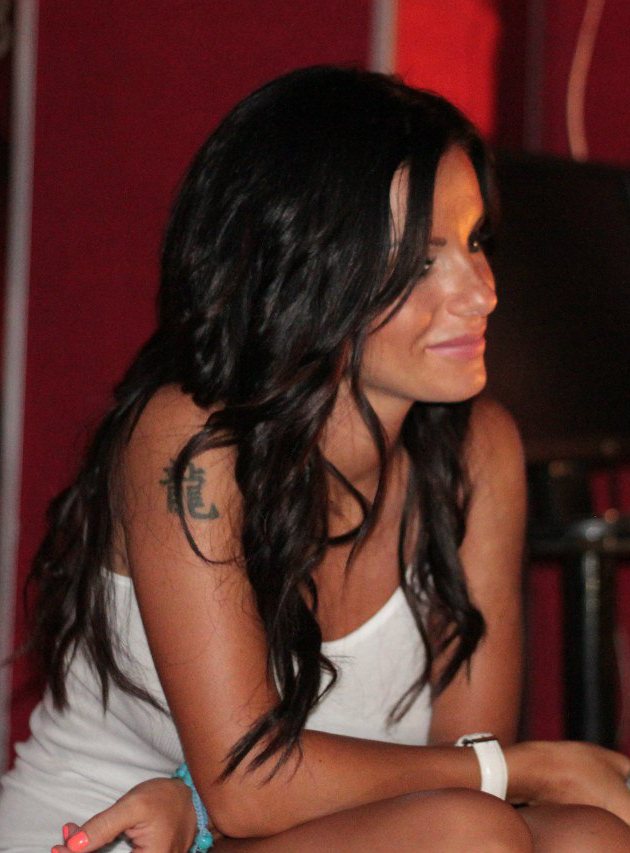
Julija Wołkowa, 2012

Na początku 2012 poinformowała, że nagrała duet z Dimą Biłanem, który będzie ich propozycją w krajowych eliminacjach do 57. Konkursu Piosenki Eurowizji. Utwór „Back to Her Future” zakwalifikował się do stawki finałowej, dzięki wokaliści wzięli udział w eliminacjach razem z dwudziestoma czterema innymi rosyjskimi artystami. Ostatecznie zajęli drugie miejsce w finale po otrzymaniu jednej czwartej głosów od telewidzów i jury, przegrywając jedynie z Buranowskimi Babuszkami. Współpraca Wołkowej i Biłana nie skończyła się na tym pojedynczym występie; w czerwcu lokalne rozgłośnie radiowe rozpoczęły emisję rosyjskiej wersji ich propozycji na Eurowizję – singla „Lubow-suka”, a klip do obu wersji kręcono w połowie lipca i zapowiedziano szybką premierę. Miała ona miejsce na początku sierpnia 2012 roku.
W tym samym czasie rozpoczęła pracę nad pierwszym, międzynarodowym singlem „Didn’t Wanna Do It”. Teledysk nakręcono na początku lipca na Kubie. Obraz do „Didn’t Wanna Do It” miał premierę ostatniego dnia lipca 2012 i został wydany przy pomocy własnej firmy fonograficznej – JV Production. Została nagrana też rosyjska wersja piosenki nosząca tytuł „Dawaj zakrutim Zemjlu”. W tygodniowym podsumowaniu najpopularniejszych rosyjskich teledysków na YouTube z pierwszego tygodnia sierpnia, „Dawaj zakrutim Zemjlu” znalazło się na 1. miejscu z liczbą odsłon przekraczającą 2 miliony. Z kolei na pozycji numer 6 znalazł się duet z Biłanem z wynikiem 1,1 miliona wyświetleń. Tydzień później oba klipy znalazły się odpowiednio na 3. oraz na 1. pozycji. Utwór „Lubow-suka” zajął 6. miejsce w zestawieniu Russian Airplay Audience Choice, sumującym wszystkie najważniejsze listy przebojów w kraju oraz 47. pozycję w ogólnym zestawieniu Airplay zliczającym odegrania w rozgłośniach radiowych. Singel „Didn’t Wanna Do It” i jego rosyjskojęzyczny odpowiednik trafił do międzynarodowej sprzedaży 21 sierpnia. 8 września odbyła się polska radiowa premiera piosenki „Didn’t Wanna Do It”, która pojawiła się jako propozycja do notowania Gorąca 20 w Radio Eska, była to pierwsza na świecie emisja utworu w nierosyjskiej stacji radiowej. Kilka tygodni później poinformowano, że Wołkowa podpisała kontrakt na promocję singla w Polsce z wytwórnią My Music: trafił on do szerszego airplaya (był grany jednak głównie przez lokalne rozgłośnie radiowe) oraz do telewizji. Teledysk zajął 10. miejsce w liście przebojów 4fun.tv.

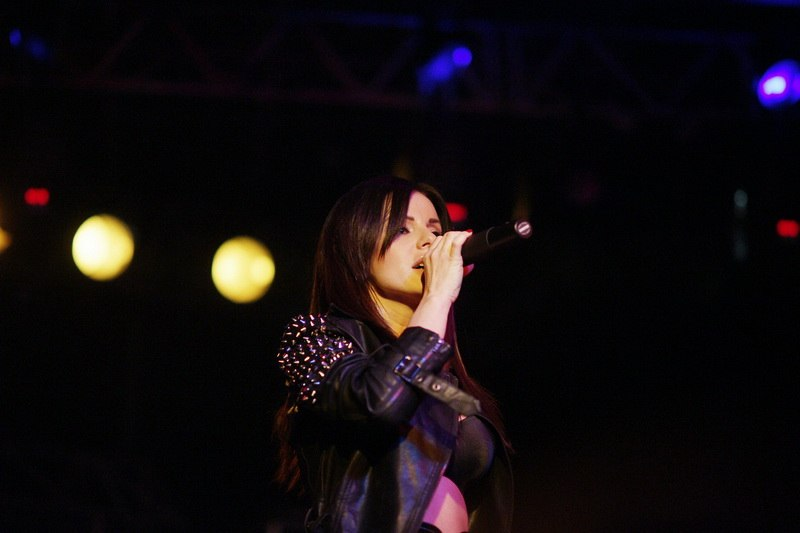
Julija Wołkowa, 2012

Pod koniec roku przeszła operację strun głosowych, co spowodowało, że nie mogła używać swojego głosu w pełni, mając problemy nawet z głośniejszym mówieniem. Mimo to, w grudniu 2012 wystąpiła, razem z Leną Katiną w finale programu The Voice of Romania. Był to pierwszy wspólny występ t.A.T.u. od ponad czterech lat. Zaśpiewano utwory „All the Things She Said” oraz „All About Us”, wykonanie było w całości na żywo, mimo niedyspozycji zdrowotnej Julii Wołkowej. O występie poinformowały europejskie, brytyjskie i amerykańskie media, zastanawiając się, czy powrót t.A.T.u. na stałe jest możliwy. Wokalistki nie udzielają jednoznacznych odpowiedzi, nadal mówią o solowych projektach, nie wykluczając niczego.
Na przełomie 2012 i 2013 nadal koncertowała we wschodniej Europie, wspomagając się chórzystką. Oficjalnie nie poinformowano o jej stanie zdrowia, choć w wywiadach zapewniała, że jej głos będzie teraz już tylko się umacniał. W lipcu 2014 przeszła ostatnią operację strun głosowych. 22 sierpnia podczas jej koncertu można było usłyszeć znaczną poprawę w głosie. Podczas zlotu fanów t.A.T.u poinformowała o zaprzestaniu występowania na scenie do końca 2014 po to, by jej głos się umocnił. Od 2015 ponownie koncertuje w Rosji oraz krajach Europy Środkowej i Wschodniej, śpiewając głównie utwory t.A.T.u. oraz wybrane solowe single. Przez kolejne lata wypuściła single i teledyski do Dzierżyj rjadom (2015), Spasistje, ljudi, mir (2016) oraz Prosto zabut (2017). Dwa pierwsze odniosły umiarkowany sukces w rosyjskich stacjach radiowych, natomiast trzeci nie zanotował znaczących list na lokalnych listach przebojów. Podczas koncertów w 2018 roku Wołkowa prezentowała nowe utwory, jednak nie zostały one do tej pory wydane. Nie wiadomo też nic o dacie wydania albumu.

## Działalność pozamuzyczna
Jako dziecko wystąpiła w kilku serialach w rosyjskiej telewizji. W 2007 zagrała samą siebie w filmie You and I. Obraz opowiadał historię fanek t.A.T.u., które poznały się na koncercie grupy. Główną rolę odegrała amerykańska aktorka Mischa Barton. Film wyreżyserował Roland Joffé, pierwsze wyświetlenie miało miejsce na Festiwalu Filmowym w Cannes w 2008, a do rosyjskich kin trafił dopiero na początku 2011.
W styczniu 2011 pojawiła się gościnnie jako prowadząca rosyjski program Minuta sławy. Ponadto jest częstym gościem corocznych koncertów dziecięcej grupy Nieposedi, w której śpiewała będąc dzieckiem. Pojawia się tam w charakterze gwiazdy oraz jako prowadząca gale, które są emitowane przez rosyjską telewizję.
Na początku sierpnia 2011 poinformowała za pomocą oficjalnego konta w serwisie Facebook, że już niebawem zagra w „dużym projekcie filmowym”. Jak się okazało, chodziło o rosyjski horror komediowy pt. 9 1/2 Zombie, w którym wciela się w jedną z głównych ról. Na planie zdjęciowym spędziła ponad miesiąc, kończąc pracę w drugiej połowie września.

## Życie prywatne
W 2004 urodziła córkę Wiktoriję ze związku z karateką Pawłem Sidorowem, który pełnił przez krótki czas funkcję ochroniarza zespołu Tatu. Wywołało to kontrowersje, ponieważ mężczyzna miał już żonę i dziecko. Od narodzin córki Wołkowa nie utrzymuje kontaktu z Sidorowem.
W 2007 wzięła potajemny ślub w Zjednoczonych Emiratach Arabskich z przedsiębiorcą Parwizem Jasinowem, dla którego przeszła na islam. Z tego małżeństwa ma syna, Samira. W 2010 rozwiodła się z Jasinowem, a w 2017 powróciła do prawosławia. W 2018 zasugerowała, że po raz drugi wyszła za mąż, publikując w mediach społecznościowych zdjęcie w białej sukni. Po jakimś czasie usunęła zdjęcie z sieci.

## Dyskografia
Uwzględniono tylko single wydane solowo (do tej pory wokalistka nie wydała albumu), zobacz też: Dyskografia t.A.T.u.
| 2011 | „Sdwinu mir” / „All Because of You”                                       | 74  | –  | X |
| 2012 | „Lubow-suka” / „Back to Her Future” (z Dimą Biłanem)                      | 5   | 61 | X |
| 2012 | „Dawaj zakrutim Ziemlu” / „Didn’t Wanna Do It”                            | 96  | –  | – |
| 2014 | „Lubow w każdom mgnowienii” (z Leną Katiną, Mikiem Tompkinsem i Ligalize) | 23  | X  | X |
| 2015 | „Dzierżyj rjadom”                                                         | 147 | –  | X |
| 2016 | „Spasitse, ljudi, mir”                                                    | 187 | X  | X |
| 2017 | „Prosto zabit” /                                                          | 294 | X  | X |

- Pole przekreślone oznacza, że utwór został wydany, ale nie był notowany w dostępnych listach przebojów, pole „X” oznacza, że utwór nie został wydany na danym terenie, źródła do notowań znajdują się w przypisach.